# 名護良豊
名護 良豊（なご りょうほう、1551年 （嘉靖30年） - 1617年（万暦45年））は琉球王国の政治家。三司官。馬氏小禄殿内三世で童名は太良金、号を汝舟といい、与湾大親の孫：浦添良憲 (大浦添親方) の孫。唐名は馬 良弼（ば りょうひつ）。正式な呼称は名護親方良豊。

## 系譜
- 父：馬世栄・名護親方良員
- 母：真鍋樽・名護大按司志良礼　（号は景雲。毛見彩・大里親方盛實の長女）
  - 兄（長子）：馬良輔・伊計親方良真
  - 妹（長女）：真鍋樽　（尚桓・北溪王子朝里に嫁ぐ）
  - 妹（二女）：真加戸樽・阿真首武志良礼　（向之俊・中城親方朝芳に嫁ぐ）
  - 弟（三子）：馬成龍・北溪親方良辰

- 室：真牛金　（号は梅南。毛廉・池城親方安棟の長女）
  - 長女：真鶴金・君豊見按司　（号は花岳。向継善・大里按司朝辰に嫁ぐ）
  - 長子：馬秀・與那灞親雲上良寧
  - 二女：真加戸樽　（号は月桂。孟帰仁・今帰仁親方宗能に嫁ぐ）
  - 三女：思真牛金・君豊見按司加那志　（号は蘭閨。尚豊王の妃）
  - 二子：馬継盛・名護親方良益　（孟帰仁の嫡子）

## 経歴（月日は旧暦）
- 1551年（嘉靖30年） 生まれる。
- 1579年（万暦7年） 王舅として明へ渡る。
- 1592年（万暦20年） 父浦添良憲の隠居によって家督を継承し、三司官に就任した、名護間切総地頭となる（→名護親方良豊）。
- 1609年（万暦37年） 薩摩藩の琉球進攻の際には、恭順の姿勢をとって薩摩藩に降伏した。
- 1617年（万暦45年）11月15日 亡くなる（享年67）。

## 登場するドラマ
1993年のNHKの大河ドラマ「琉球の風」で、名護親方として登場し、橋爪功が演じる。主人公である楊啓泰の母方の伯父という設定である。